# Torneo de Estrasburgo 2018
El Internationaux de Strasbourg 2018 fue un torneo profesional de tenis en canchas de arcilla. fue la 32.ª edición del torneo que formó parte de la WTA Tour 2018. Se llevó a cabo en Estrasburgo, Francia, entre el 20 y el 27 de mayo de 2018.

## Distribución de puntos
| Modalidad           | Campeona | Finalista | Semifinales | Cuartos de final | 2ª ronda | 1ª ronda | Clasificadas | 2ª ronda de clasificación | 1ª ronda de clasificación |
| Individual femenino | 280      | 180       | 110         | 60               | 30       | 1        | 18           | 12                        | 1                         |
| Dobles femenino     | 280      | 180       | 110         | 60               | 1        | -        | -            | -                         | -                         |

## Cabezas de serie

### Individuales femenino
| Tenista                   | Ranking | Preclasificada |
| Ashleigh Barty            | 10      | 1              |
| Daria Gavrilova           | 24      | 2              |
| Anastasiya Pavliuchenkova | 29      | 3              |
| Mihaela Buzărnescu        | 44      | 4              |
| Dominika Cibulková        | 34      | 5              |
| Tímea Babos               | 24      | 6              |
| Danielle Collins          | 47      | 7              |
| Hsieh Su-wei              | 50      | 8              |

- Ranking del 14 de mayo de 2018.[2]

### Dobles femenino
| Tenista                               | Ranking | Preclasificada |
| Hao-Ching Chan Zhaoxuan Yang          | 39      | 1              |
| Shuko Aoyama Renata Voráčová          | 67      | 2              |
| Nadiia Kichenok Anastasia Rodionova   | 91      | 3              |
| Oksana Kalashnikova Alla Kudryavtseva | 105     | 4              |

## Campeonas

### Individual femenino
Anastasiya Pavliuchenkova venció a  Dominika Cibulková por 6-7(5-7), 7-6(7-3), 7-6(8-6)

### Dobles femenino
Mihaela Buzărnescu /  Raluca Olaru vencieron a  Nadiia Kichenok /  Anastasia Rodionova por 7-5, 7-5